# Ja już będę grzeczny, dziadku
Ja już będę grzeczny, dziadku (cz. Já už budu hodný, dědečku!) – czechosłowacki film komediowy z 1979 w reżyserii i według scenariusza Petra Schulhoffa.

## Obsada
- Miloš Kopecký jako aktor Theodor „Dóďa” Bergner
- Alena Vránová jako Olga Bergnerová
- Ladislav Pešek jako magiczny dziadek
- František Filipovský jako psychiatra dr Maudr / zamiatacz
- Svatopluk Beneš jako aktor Bašta
- Miroslav Vydlák jako wnuk Emil
- Darja Hajská jako sąsiadka
- Marie Motlová jako sąsiadka
- Nelly Gaierová jako ciotka Dita
- Josef Větrovec jako Josef Kábrt, dyrektor teatru
- Dagmar Havlová jako aktorka Helenka Tichá
- Jiří Lír jako inspicjent Kulíček
- Míla Myslíková jako garderobiana Anička
- Jorga Kotrbová jako sekretarka Marcelka
- Jaroslav Heyduk jako pan Pikl, sąsiad
- Luba Skořepová jako pani Piklová
- Vlastimil Fišar jako reżyser teatralny
- Vlasta Jelínková jako babcia
- Václav Sloup młody mężczyzna przy budce telefonicznej
- Dana Hlaváčová jako Máňa
- František Peterka jako Bambas
- Vladimír Hrubý jako pijany w tramwaju
- Vera Tichánková jako lokatorka w bloku
- Oldřich Velen jako milicjant
- Karel Augusta jako przewodniczący spółdzielni rolniczej
- Milan Mach jako prezenter telewizji w Brnie
- Václav Lohniský jako reżyser filmowy
- Mirko Musil jako lokator w bloku
- Milada Ježková jako kobieta w tramwaju